# 谷口翔太
谷口 翔太（たにぐち しょうた、1986年5月12日 - ）は日本の俳優。舞夢プロ所属。

## プロフィール
- 身長：174cm
- 体重：68kg
- 趣味：散歩、昼寝、ドライブ、テレビゲーム。ギターを長年弾いており、作詞作曲もできる。

## 出演

### テレビドラマ
- ミニモニ。でブレーメンの音楽隊 第5話（2004年2月7日、NHK教育テレビ） - 八百屋の息子 役
- ブラッディ・マンデイ（2008年、TBSテレビ） - 小林大助 役
- 大河ドラマ（NHK）
  - 龍馬伝 第29話 - 最終話（2010年7月18日 - 11月28日） - 中島作太郎 役
  - 軍師官兵衛 第46話（2014年11月16日） - 前田利長 役
- バーテンダー 第2話・第6話（2011年2月11日・3月18日、テレビ朝日） - 戸川正志 役
- ピースボート -Piece Vote- 第6話（2011年8月8日、日本テレビ） - 同僚 役
- 13歳のハローワーク 第5話（2012年2月10日、テレビ朝日） - アツシ 役
- とんび 第1話（2013年1月13日、TBSテレビ） - 山崎 役
- 潜入探偵トカゲ 第7話（2013年5月30日、TBSテレビ） - 永嶋 役
- 夫のカノジョ 第6話（2013年11月28日、TBSテレビ） - 若者 役
- 二夜連続ドラマスペシャル オリンピックの身代金 第二夜（2013年12月1日、テレビ朝日） - 救急隊員 役
- BORDER 警視庁捜査一課殺人犯捜査第4係 第4話（2014年5月1日、テレビ朝日） - 早川 役
- ビター・ブラッド〜最悪で最強の親子刑事〜 第4話（2014年5月6日、フジテレビ系） - 男子学生 役
- 東京スカーレット〜警視庁NS係 第3話（2014年7月29日、TBSテレビ） - 保坂 役
- ヒガンバナ〜女たちの犯罪ファイル（2014年10月23日、日本テレビ） - 記者 役
- TBSテレビ60周年特別企画 日曜劇場 天皇の料理番（2015年4月26日、TBSテレビ） - 坊主 役
- 水曜ミステリー9 保身（2015年7月1日、テレビ東京） - 佐竹哲郎 役
- クロスロード（2016年2月25日 - 3月31日、NHK BSプレミアム） - 吉野 役
- 仰げば尊し 第2音（2016年7月24日、TBSテレビ） - 警官 役
- 月曜名作劇場（TBSテレビ）
  - 天下御免トラック野郎 銀ちゃんの事件街道!（2016年9月26日） - ヤンキー 役
  - 内田康夫サスペンス 信濃のコロンボ3〜北国街道殺人事件〜（2016年11月14日） - 中村刑事 役
- A LIFE〜愛しき人〜（2017年1月15日 - 3月19日、TBSテレビ） - 茶沢達彦 役
- 相棒 season15 第12話（2017年1月18日、テレビ朝日） ‐ 高山重浩 役
- 大河ファンタジー 精霊の守り人II 悲しき破壊神 第2話・第3話・第7話（2017年1月28日・2月4日・3月4日、NHK総合） - ヨーサムの家臣 役
- 仮面ライダーエグゼイド 第28話（2017年4月23日、テレビ朝日） - 鮫島拳 / ライドプレイヤー（声） 役
- 過保護のカホコ 第8話（2017年8月30日、日本テレビ） - 婚活パーティー出席者 役
- 連続ドラマW 沈黙法廷 第1話・第2話（2017年9月24日・10月1日、WOWOW） - テレビ局のスタッフ 役
- 新春ドラマスペシャル「都庁爆破!」（2018年1月2日、TBSテレビ） - 石倉 役
- 99.9-刑事専門弁護士- SEASON II 第8話（2018年3月11日、TBSテレビ） - 選挙事務所・芹沢 役
- 義母と娘のブルース 第9話・最終話（2018年9月11日・18日、TBSテレビ） - 米田 役
  - 義母と娘のブルース 2020年謹賀新年スペシャル（2020年1月2日）
- 今日から俺は!!（2018年10月14日 - 12月16日、日本テレビ） - 谷口誠 役
- 広告会社、男子寮のおかずくん 第1話（2019年1月15日、テレビ神奈川） - 澤田孝典 役
- 集団左遷!!（2019年4月21日 - 6月23日、TBSテレビ） - 宮田学 役
- 同期のサクラ 第5話（2019年11月6日、日本テレビ） - 同僚 役
- 親バカ青春白書（2020年8月2日 - 9月13日、日本テレビ） - 尾崎 役
- ウルトラマンZ 第10話（2020年8月22日、テレビ東京） - 警備員A 役
- マイファミリー 第3話（2022年4月24日、TBSテレビ）
- 366日 第7話 - 最終話（2024年5月20日 - 6月17日、フジテレビ系） - 高津修 役[2]
- Qrosの女 スクープという名の狂気 第3話（2024年10月21日、テレビ東京） - 神谷亭松五郎のマネージャー 役[3]
- ドラマW ゴールデンカムイ -北海道刺青囚人争奪編- （2024年11月10日・11月24日、WOWOW） - 薬売り 役
- PJ 〜航空救難団〜 第2話（2025年5月1日、テレビ朝日） - 自衛隊員・岩本 役[4]

### 配信ドラマ
- min.Jam 学校の階段（2004年、モブキャスト） - バンドマン 役
  - min.Jam こいばな 学校の階段2（2005年） - 木村部長 役
  - ゴールデンカムイ6話、8話

### ドキュメンタリー
- 明治維新150年スペシャル「決戦!鳥羽伏見の戦い 日本の未来を決めた7日間」（2017年12月30日、NHK BSプレミアム） - 白井隊隊員 役
- NHKスペシャルシリーズ 大江戸 第2集「驚異の成長!あきんどが花開かせた“商都”」（2018年6月10日、NHK BSプレミアム） - 手代・利兵衛 役

### 映画
- スクールデイズ（2005年）
- リンダ リンダ リンダ（2005年）
- 夜のピクニック（2006年）
- 地下鉄に乗って（2006年）
- シーサイドモーテル（2010年）
- 君が踊る、夏（2010年）
- ゴジラシリーズ
  - シン・ゴジラ（2016年7月29日） - 袖原泰司(防衛省統合幕僚監部防衛計画部防衛課長)役[5][1]
  - ゴジラ-1.0 (2023年11月3日) - 元軍人・谷口 役[6]
- キングダム（2019年4月19日）
- 五億円のじんせい（2019年7月20日）
- 有り、触れた、未来（2023年春公開予定） -  丸岡哲 役[7][8]